# Absorpce (biologie)

Laboratorní model absorpce: 1a. vstup CO_{2} 1b.vstup H_{2}O 2. výstup H_{2}O + CO_{2} 3. absorpční tekutina 4. těsnicí materiál

Absorpce je z pohledu biologie schopnost hub získávat živiny nebo schopnost kořenů rostlin absorbovat vodu a minerály z půdního roztoku nebo schopnost živočichů vstřebávat jednoduché látky do krve nebo zpětně vstřebávat vodu.

## Absorpční výživa hub
Absorpční výživa umožňuje houbám rozkládat organické látky a žít v symbióze s jinými organismy. Absorpčnímu příjmu potravy napomáhá velký povrch houbových vláken a jejich schopnost rychle růst.

## Absorpce vody a minerálů kořeny rostlin
Voda a minerály z půdy vstupují do rostliny přes kořenovou epidermis a dostávají se přes kořenovou kůru do stélé a dále do cév xylému. Cévami jsou dále vedeny do nadzemních částí rostliny.

## Vstřebávání látek v tenkém střevě
Trávení a vstřebávání látek probíhá u většiny živočichů v tenkém střevě. Enzymy tam dokončují rozklad látek přijatých v potravě a vzniklé jednoduché látky jsou pak přes střevní stěnu vstřebávány do krve.

## Zpětné vstřebávání vody v tlustém střevě
V tlustém střevě je vstřebávána voda, která v trávicí soustavě tvoří součást trávicích šťav. Většina vody je sice vstřebána spolu s živinami již v tenkém střevě, pouze její zbytek, až 90 %, je zpětně získáno z trávicí soustavy, kam se dostává až 7 litrů tekutin denně. Nestravitelné zbytky jsou zahušťovány a vzniklé výkaly odchází konečníkem z těla ven.